# Pseudotrematomus
Pseudotrematomus – rodzaj okoniokształtnych morskich ryb z rodziny Nototeniowate (Nototheniidae).
Występują w zimnych wodach Antarktyki, w południowych rejonach oceanów Atlantyckiego, Spokojnego i Indyjskiego. Dorastają do 40 cm długości.

## Taksonomia
W wyniku rewizji taksonomicznej rodzaju Trematomus  gatunki zostały przeniesione do osobnego rodzaju Pseudotrematomus

## Klasyfikacja
Gatunki zaliczane do tego rodzaju:

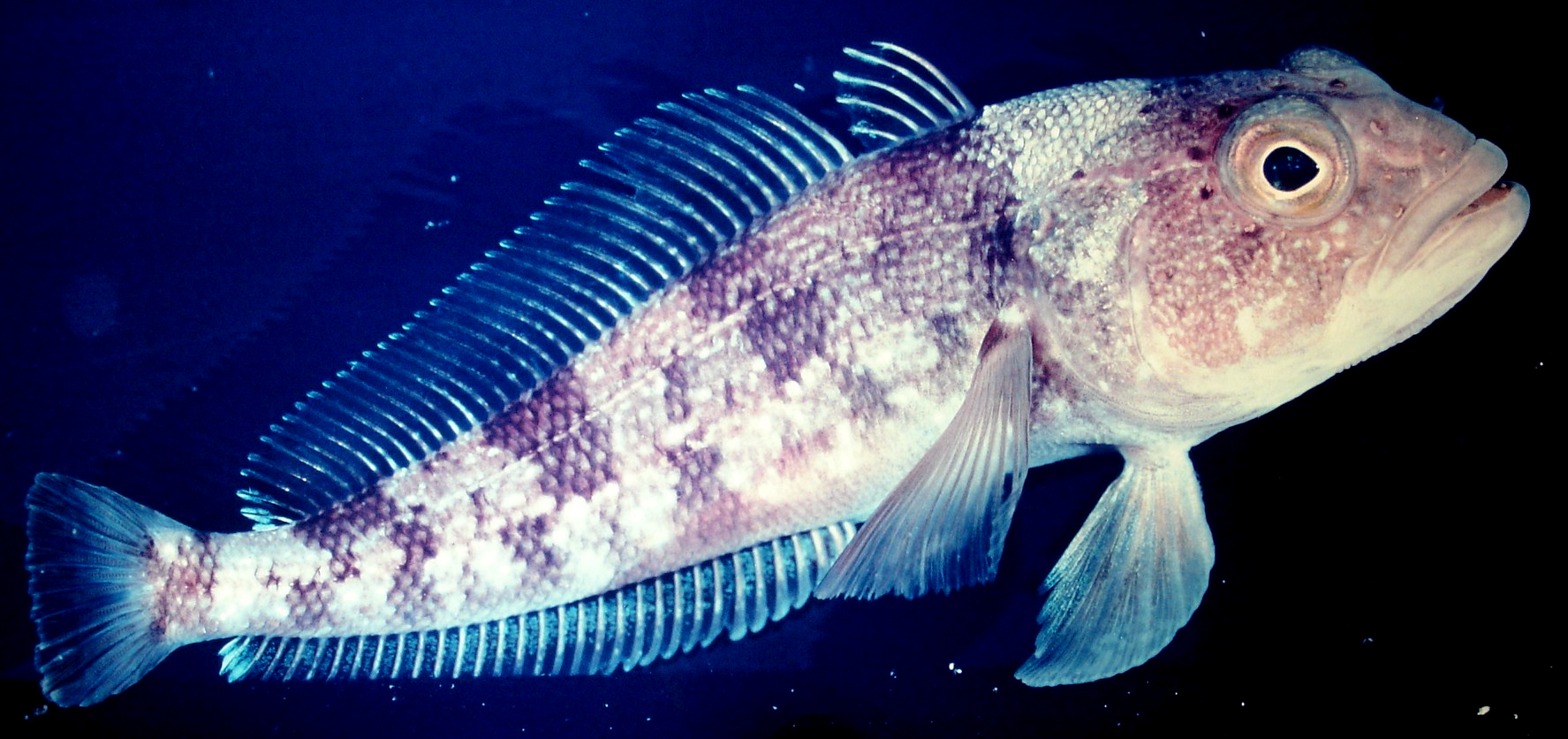
Pseudotrematomus bernacchii
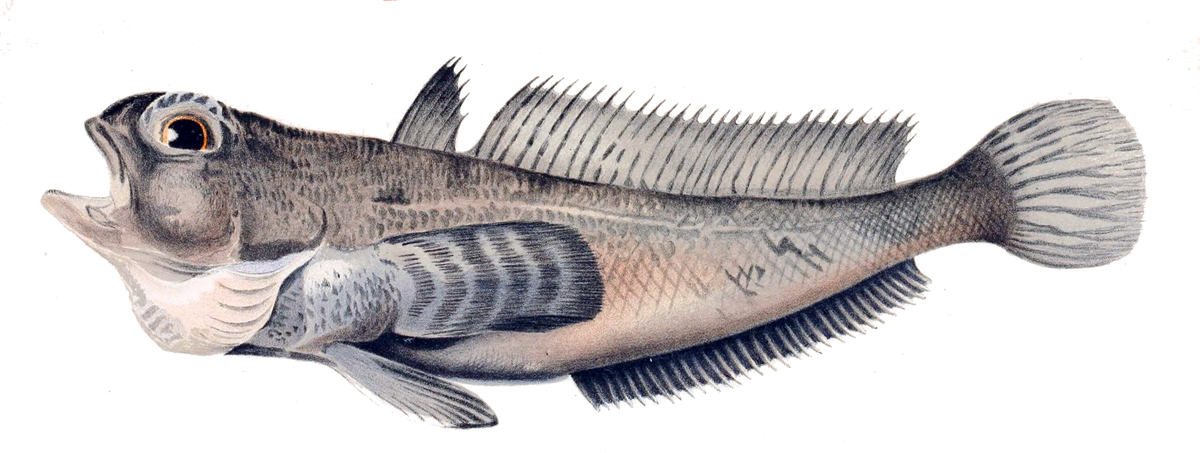
Pseudotrematomus centronotus
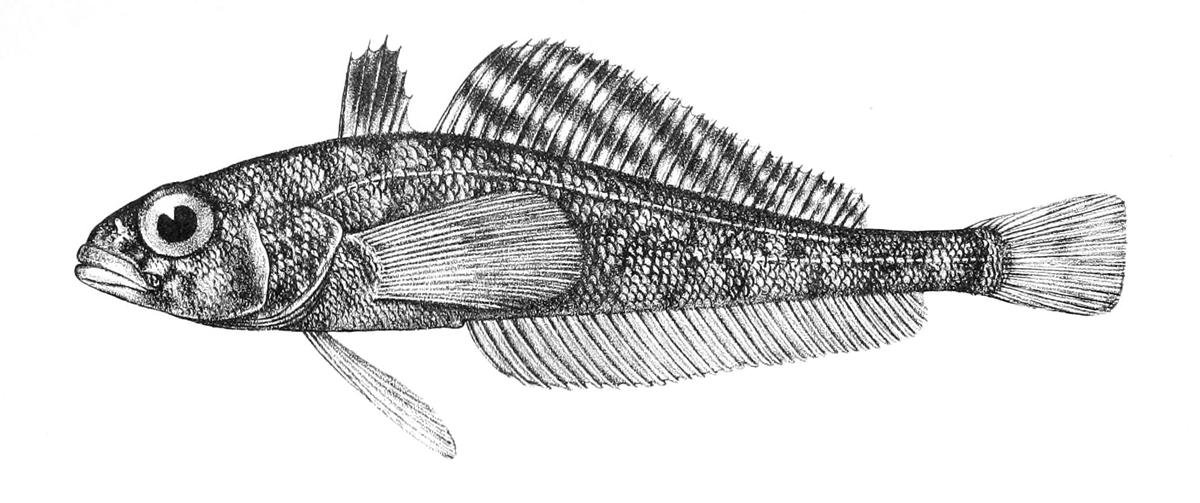
Pseudotrematomus eulepidotus
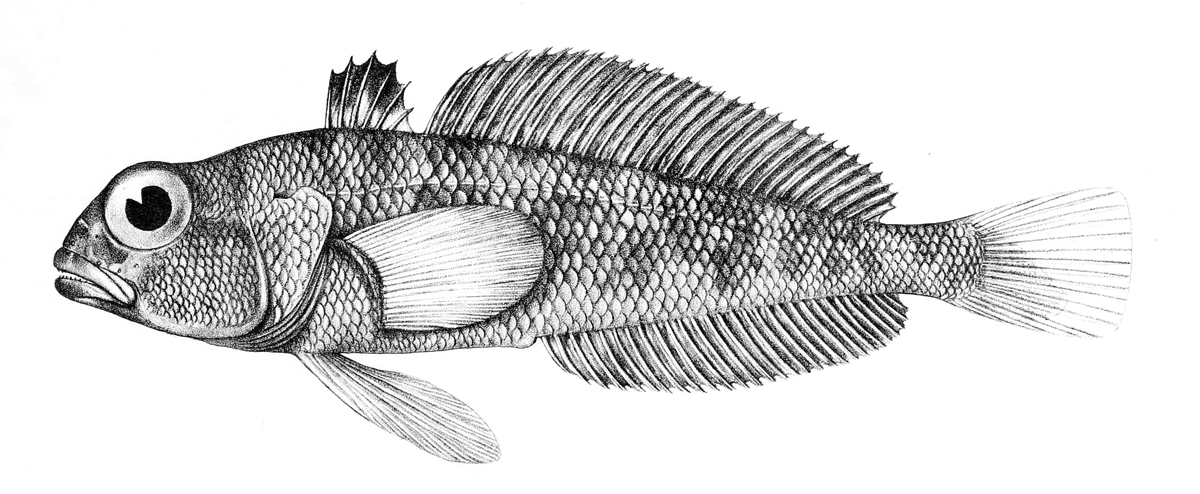
Pseudotrematomus hansoni
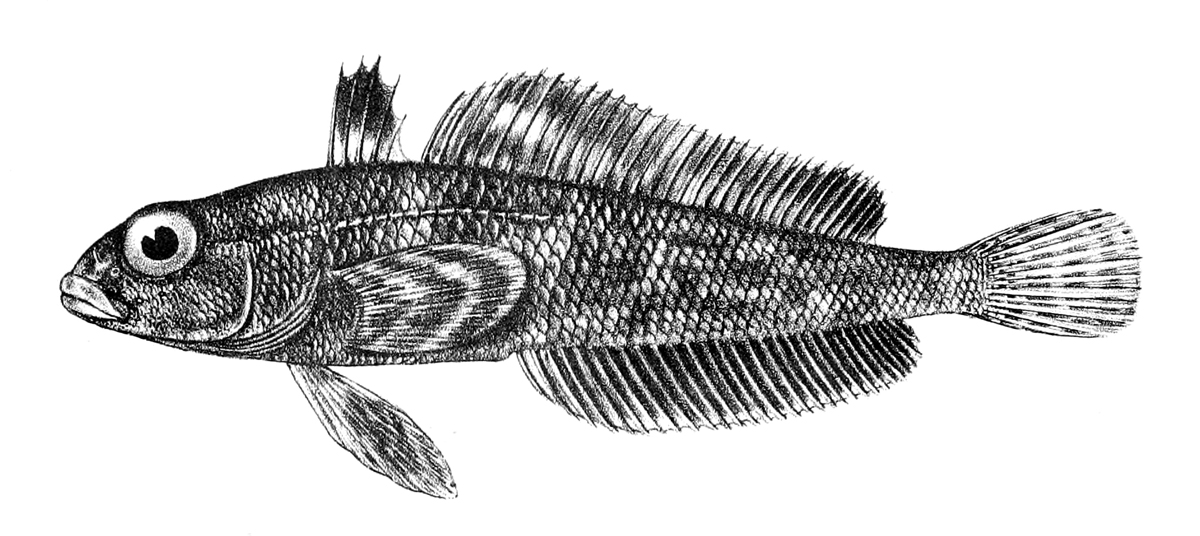
Pseudotrematomus lepidorhinus
- Pseudotrematomus loennbergii
- Pseudotrematomus nicolai
- Pseudotrematomus pennellii
- Pseudotrematomus scotti
- Pseudotrematomus tokarevi
- Pseudotrematomus vicarius

- Pseudotrematomus bernacchii
- Pseudotrematomus hansoni
- Pseudotrematomus lepidorhinus
- Pseudotrematomus pennellii
- Pseudotrematomus scotti